# Kruisweg van Moresnet-Chapelle
De kruisweg van Moresnet-Chapelle is een kruisweg in het gehucht Moresnet-Chapelle (Eiksken) in de gemeente Plombières in de Belgische provincie Luik. De aanleg ervan vond plaats tussen 1898 en 1904 en was een initiatief van een gemeenschap van Duitse franciscanen die zich hier reeds in 1875 hadden gevestigd. De kruisweg ligt in een door vrijwilligers goed onderhouden park en wordt naast de bedevaartskerk jaarlijks door vele pelgrims bezocht.

## Geschiedenis
De verering van Maria in Moresnet-Chapelle vindt reeds plaats sinds 1750. De franciscanen vestigden zich hier nadat ze als gevolg van de Kulturkampf uit Duitsland verdreven werden.  Zij namen vanaf dat moment de leiding over de bedevaarten voor hun rekening. De plannen voor een kruisweg (calvarieberg) kwamen van pater Johannes Ruiter, de vader-abt, die de franciscanen en de burgemeester van de toenmalige gemeente Moresnet in 1895 overtuigde tot het aanleggen ervan.  In de daaropvolgende jaren werden hiervoor gronden aangekocht op een vlak terrein nabij het klooster. In 1901 kwam broeder Quintilian Borren aan in Moresnet, die een heuvellandschap ontwierp met  veertien kruiswegstaties. Met de middelen van toen werd het hele landschap daardoor ingrijpend veranderd. Hoewel de plechtige inhuldiging van de kruisweg plaatsvond op 25 mei 1902, waren alle werkzaamheden pas op 13 september 1903 voltooid. In het voorjaar van 1904 werd ten slotte nog het laatste haut-reliëf van de veertiende statie geleverd.

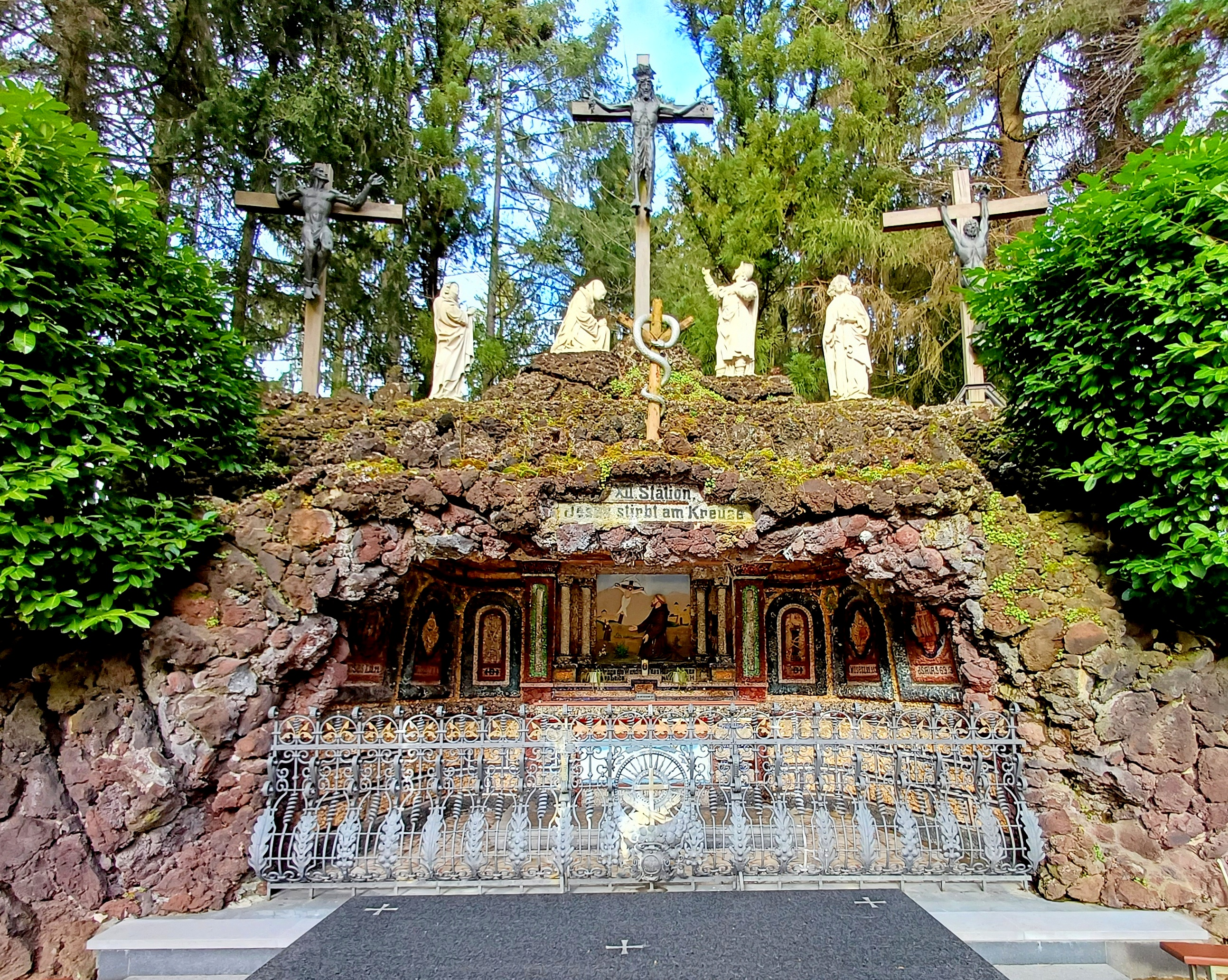
Twaalfde kruiswegstatie

De statiehuisjes zijn gebouwd in de vorm van grotten die aan de buitenkant met lavastenen bekleed zijn. Binnenin zijn ze verrijkt met veelkleurige mozaïeken die de kolommen, wanden, ramen en siervoorwerpen voorstellen. De staties liggen in een cirkelvormige baan, verscholen tussen duizenden sierplanten. Ze zijn enkel te bezoeken op een korte afstand.
Het beheer van de kruisweg was tot 2006 in handen van de franciscanen. Deze taak is inmiddels overgenomen door een stichting.